# Вахо Мегрелішвілі
Вахтангі (Вахо) Мегрелішвілі (28 лютого 1972, Телаві) — грузинський лікар і політик. Член політичної партії «Гірчі». Депутат парламенту Грузії 10-го скликання з 2020 року.
Народився 28 лютого 1972 року. У 1996 році отримав вищу медичну освіту, у 1996-1998 роках навчався в клінічній ординатурі за спеціальністю загальна хірургія. У 1998 році недовго працював лікарем. У 1999 році працював у Комітеті Верховної Ради з питань охорони здоров'я. У 2000 році заснував громадську організацію – «Союз захисту прав пацієнтів» і три роки був автором та керівником проектів. У 2000-2001 роках працював радником Медичного департаменту Міністерства юстиції. У 2003 році призначений на посаду заступника генерального директора «Єдиного державного фонду соціального страхування». У 2004-2007 рр. заступник Міністра праці, охорони здоров'я та соціального захисту населення. У 2007-2014 роках працював консультантом у проектах Світового банку, USAID, Європейського Союзу та інших донорів у Грузії. У 2008-2010 роках був директором науково-дослідного центру Вільного університету. У 2011 році був проректором Аграрного університету. У різний час він викладав критичне мислення та політичні ідеології в університетах. У 2012 році був заступником генерального директора компанії «Берта». У 2013-2015 роках заснував Newton Free School, де три роки був директором, викладачем економіки та хімії.
На парламентських виборах 2020 року балотувався як мажоритарний кандидат у мажоритарному виборчому окрузі № 12 (як мажоритарний кандидат по частині сіл муніципалітетів Руставі та Гардабані), набрав 2468 голосів (3,3%)
З 2020 року він є депутатом парламенту Грузії 10-го скликання за партійним списком, виборчий блок: «Гірчі». Має дружину і трьох дітей.